# Рождённая свободной
«Рождённая свободной» (англ. Born Free) — британский драматический фильм 1966 года с реальной парой Вирджинией Маккенной и Биллом Треверсом в роли Джой и Джорджа Адамсона, ещё одной реальной пары, которая вырастила Эльсу, осиротевшую львицу, до взрослой жизни и отпустила её в пустыню Кении. Фильм был снят студией Shepperton Studios и выпущен студией Columbia Pictures. Сценарий, написанный Лестером Коулом, внесенным в чёрный список (под псевдонимом «Джеральд Л.К. Копли»), был основан на одноимённом романе Джой Адамсон. Режиссёром фильма стал Джеймс Хилл, а продюсерами выступили Сэм Джаффе и Пол Б. Радин. Фильм и его музыка, написанная Джоном Барри, а также заглавная песня с текстами Дона Блэка в исполнении Мэтта Монро, получили множество наград.

## Сюжет
История львицы Эльсы, ещё детенышем попавшей к супругам Адамсон. Они не только спасают малышку от неминуемой гибели, но и, вырастив её, возвращают назад в дикую природу, потому что она была рождена свободной.

## В ролях
- Вирджиния Маккенна — Джой Адамсон
- Билл Треверс — Джордж Адамсон
- Джеффри Кин — Джон Кендалл
- Питер Лукойе — Нуру
- Сурья Патель — доктор
- Джеффри Бест — Уотсон
- Билл Годден — Сэм

## Производство
Фильм воссоединил реальную пару Билла Треверса и Вирджинию Маккенну в качестве пары, впервые увиденной вместе в фильме «Самое маленькое шоу на Земле» в 1957 году.
Джордж Адамсон был главным техническим консультантом по фильму и обсуждает своё участие в своей первой автобиографии «Bwana Game» (1968), известной в США как «A Lifetime with Lions». По словам Бена Манкевича, который представляет фильм на Turner Classic Movies, производственное подразделение в основном использовало диких львов.
Создание фильма изменило Вирджинию Маккенну и её мужа Билла Треверса, которые стали активистами по защите прав животных и сыграли важную роль в создании фонда «Born Free».
Одного из львов в фильме сыграл бывший талисман шотландской гвардии, который должен был оставить его, когда они покинули Кению. Продюсеры также признали помощь, полученную от императора Эфиопии Хайле Селассие и Департамента игр Уганды.

## Критика и кассовые сборы
Фильм получил положительные отзывы от критиков. На «Rotten Tomatoes» фильм имеет рейтинг 92%  со средней оценкой 7 из 10.
Винсент Кэнби из «The New York Times» с энтузиазмом отнёсся к фильму, написав: «Почти с первого кадра — огромного пространства африканской равнины кукурузного цвета, где львы питаются тущей свежеубитой зебры — известно, что бестселлер Джой Адамсон «Рождённая свободной» был доверен честным, умным кинематографистам. Не сводя к минимуму факты жизни животных и не чрезмерно сентиментализируя их, этот фильм даёт очарование, которое почти неотразимо».
Фильм был одним из самых популярных фильмов в прокате в Великобритании в 1966 году.

## Награды и номинации
| Премия                              | Категория                                                       | Номинант(ы)                                      | Результат |
| ----------------------------------- | --------------------------------------------------------------- | ------------------------------------------------ | --------- |
| Оскар                               | Лучшая музыка к фильму                                          | Джон Барри                                       | Победа    |
| Оскар                               | Лучшая песня                                                    | «Born Free» Музыка Джона Барри; Слова Дона Блэка | Победа    |
| Премия Гильдии режиссеров Америки   | Выдающиеся режиссерские достижения в кинофильмах                | Джеймс Хилл                                      | Номинация |
| Genesis Awards                      | Премия за классический фильм                                    | Премия за классический фильм                     | Победа    |
| Золотой глобус                      | Лучший фильм — драма                                            | Лучший фильм — драма                             | Номинация |
| Золотой глобус                      | Лучшая женская роль — драма                                     | Вирджиния Маккенна                               | Номинация |
| Золотой глобус                      | Лучшая песня                                                    | «Born Free» Музыка Джона Барри; Слова Дона Блэка | Номинация |
| Грэмми                              | Лучшая музыка, написанная для кинофильма или телевизионного шоу | Джон Барри                                       | Номинация |
| Laurel Awards                       | Спящий года                                                     | Спящий года                                      | Победа    |
| Laurel Awards                       | Лучший женское исполнение в фильме — драма                      | Вирджиния Маккена                                | 5-е место |
| Laurel Awards                       | Топ-песня                                                       | «Born Free» Музыка Джона Барри; Слова Дона Блэка | 5-е место |
| Национальный совет кинокритиков США | Десять лучших фильмов                                           | Десять лучших фильмов                            | 2-е место |

Фильм признан Американским институтом киноискусства в списках:
- 2004: AFI’s 100 лет… 100 песен:
  - «Born Free» – номинация[12]
- 2005: AFI's 100 лет музыки фильма – номинация[13]

## Продолжение и спин-оффы
За книгой «Рождённая свободной» (1960) последовали две другие книги: «Живущие свободными» (1961) и «Свободные навсегда» (1963). В 1972 году вышло продолжение фильма «Живущие свободными». Получая своё название от второй книги, фильм был основан на третьей книге серии. В главных ролях Сьюзан Хэмпшир и Найджел Дэвенпорт в роли Джой и Джорджа Адамсона, хотя фильм был воспринят не так хорошо, как его предшественник.
Документальный фильм «The Lions Are Free» был выпущен в 1969 году. Фильм рассказывает о борном свободном актёре Билле Треверсе, который отправляется в отдаленный район Кении, чтобы навестить Джорджа Адамсона и нескольких друзей-львов Адамсона.
В 1974 году NBC транслировал 13-серийный американский телесериал под названием «Рождённая свободной» с Дианой Малдур и Гэри Коллинзом в роли Джой и Джорджа Адамсона. Позднее в 1996 году вышел телевизионный фильм под названием «Born Free: A New Adventure» с Линдой Перл и Крисом Нотом. Джой и Джордж Адамсон не появляются в качестве главных героев. Он породил сериал в 1998 году, но ни один из эпизодов не транслировался в США.
«Прогулка со львами» (1999) изображает последние годы жизни Джорджа Адамсона глазами его помощника Тони Фицджона. Джорджа играет Ричард Харрис, а Онор Блэкман ненадолго появляется в роли Джой.
Часовой документальный фильм о природе «Elsa’s Legacy: The Born Free Storyэ был выпущен на PBS в январе 2011 года. Он включает в себя коллекцию архивных кадров и исследование жизни Джой и Джорджа Адамсона в годы после выхода фильма.